# Johann Jacob Dillenius
Johann Jakob Dillen ou Dillenius, né le 22 décembre 1684 à Darmstadt et mort le 13 avril 1747 à Oxford, est un botaniste britannique d'origine allemande.

## Biographie
Il fait ses études à l'université de Giessen où il fait paraître plusieurs articles sur la botanique dans l'Ephemerides naturae curiosorum et fait paraître en 1719 son Catalogus plantarum sponte circa Gissam nascentium, illustré de figures dessinées et gravées de sa main. De nombreuses nouvelles espèces y sont décrites parmi 980 espèces de phanérogames, 200 de mousses et 160 champignons.
Il se fait connaître par ses travaux sur les cryptogames et établit la possibilité de tirer l'opium du pavot d'Europe.
En 1721, à l'invitation du botaniste William Sherard (1659-1728), il quitte sa patrie et s'installe en Grande-Bretagne.
En 1724, il supervise une nouvelle édition de Synopsis Methodica Stirpium Britannicarum de John Ray. En 1732, il fait paraître Hortus Elthamensis, un catalogue d'espèces rares des environs d'Eltham dans les environs de Londres. Pour ce travail, Dillen réalise 324 planches. Carl von Linné (1707-1778) qui passe quelques mois à Oxford en 1736 en louera la qualité : opus botanicum quo absolutius mundus non vidit.
En 1734, il devient professeur de botanique à Oxford.
Il publia en 1741, l’Historia Muscorum: a General History of Land and Water, etc. Mosses and Corals, containing all the known species ; il en avait lui-même dessiné et gravé les figures.
Il meurt d'une crise d'apoplexie en 1747. Ses manuscrits, sa bibliothèque et son herbier ainsi que de nombreux dessins sont d'abord achetés par son successeur à Oxford, Humphrey Sibthorp (1713-1797), avant d'enrichir les collections de l'université.